# Tournée des quatre tremplins 2019-2020
Navigation
Édition précédente Édition suivante
La 68e édition de la tournée des quatre tremplins se déroule du 28 décembre 2019 au 6 janvier 2020.
La tournée des quatre tremplins (en allemand : Vierschanzentournee) est une compétition de saut à ski. Elle a lieu annuellement depuis 1953 sur quatre tremplins différents, deux en Allemagne et deux en Autriche, autour du nouvel an.
Ce tournoi revêt une très grande importance aux yeux des spécialistes de la discipline du saut à ski.

## Attribution des points
Le classement de la tournée des quatre tremplins est effectué en additionnant les points obtenus à chaque saut (longueur et notes de style), ceux qui servent à déterminer le classement de chaque compétition de saut à ski quelles qu'elles soient.
Chaque concours de cette tournée comptent également pour la coupe du monde de saut à ski 2019-2020 et apportent aux concurrents des points selon les mêmes modalités que les autres concours : 100 points au premier, 80 au deuxième... et un point au 30e.

## Les tremplins
| \| [[Fichier:Alps location map.png\\|600px\\|{{#if:\\|{{{alt}}}\\|Tournée des quatre tremplins 2019-2020 est dans la page Alpes.]]Oberstdorf Garmisch-Partenkirchen Innsbruck Bischofshofen Tournée des quatre tremplins 2019-2020 (Alpes) \| |
| [[Fichier:Alps location map.png\|600px\|{{#if:\|{{{alt}}}\|Tournée des quatre tremplins 2019-2020 est dans la page Alpes.]]Oberstdorf Garmisch-Partenkirchen Innsbruck Bischofshofen Tournée des quatre tremplins 2019-2020 (Alpes)           |

## Calendrier
| q | Qualification | C | Concours |

| Évènements                    | Calendrier | Calendrier | Calendrier | Calendrier | Calendrier | Calendrier | Calendrier | Calendrier | Calendrier | Calendrier | Calendrier | Calendrier |
| Évènements                    | 28         | 29         | 30         | 31         | 1          | 2          | 3          | 4          | 5          | 6          |            |            |
| Évènements                    | Décembre   | Décembre   | Décembre   | Décembre   | Janvier    | Janvier    | Janvier    | Janvier    | Janvier    | Janvier    |            |            |
|                               |            |            |            |            |            |            |            |            |            |            |            |            |
| Oberstdorf HS 137             | q          | C          |            |            |            |            |            |            |            |            |            |            |
| Garmisch-Partenkirchen HS 140 |            |            |            | q          | C          |            |            |            |            |            |            |            |
| Innsbruck HS 130              |            |            |            |            |            |            | q          | C          |            |            |            |            |
| Bischofshofen HS 140          |            |            |            |            |            |            |            |            | q          | C          |            |            |
|                               |            |            |            |            |            |            |            |            |            |            |            |            |

## Classements
|      | \| Rang \| Nom \| Points \| \| ---- \| -------------------- \| ------ \| \| 1 \| Dawid Kubacki \| 1131.6 \| \| 2 \| Marius Lindvik \| 1111.0 \| \| 3 \| Karl Geiger \| 1108.4 \| \| 4 \| Ryōyū Kobayashi \| 1096.0 \| \| 5 \| Stefan Kraft \| 1086.0 \| \| 6 \| Johann André Forfang \| 1051.0 \| \| 7 \| Domen Prevc \| 1050.9 \| \| 8 \| Peter Prevc \| 1048.8 \| \| 9 \| Daiki Itō \| 1039.0 \| \| 10 \| Stephan Leyhe \| 1037.5 \| |        |
| Rang | Nom | Points |
| 1    | Dawid Kubacki | 1131.6 |
| 2    | Marius Lindvik | 1111.0 |
| 3    | Karl Geiger | 1108.4 |
| 4    | Ryōyū Kobayashi | 1096.0 |
| 5    | Stefan Kraft | 1086.0 |
| 6    | Johann André Forfang | 1051.0 |
| 7    | Domen Prevc | 1050.9 |
| 8    | Peter Prevc | 1048.8 |
| 9    | Daiki Itō | 1039.0 |
| 10   | Stephan Leyhe | 1037.5 |

### Tableau récapitulatif
| Étape | Lieu          | Épreuve | Date             | Vainqueur       | Deuxième      | Troisième          | Leader de la Tournée |
| ----- | ------------- | ------- | ---------------- | --------------- | ------------- | ------------------ | -------------------- |
| 1     | Oberstdorf    | HS 137  | 29 décembre 2019 | Ryōyū Kobayashi | Karl Geiger   | Dawid Kubacki      | Ryōyū Kobayashi      |
| 2     | Garmisch      | HS 140  | 1er janvier 2020 | Marius Lindvik  | Karl Geiger   | Dawid Kubacki      | Ryōyū Kobayashi      |
| 3     | Innsbruck     | HS 130  | 4 janvier 2020   | Marius Lindvik  | Dawid Kubacki | Daniel-André Tande | Dawid Kubacki        |
| 4     | Bischofshofen | HS 140  | 6 janvier 2020   | Dawid Kubacki   | Karl Geiger   | Marius Lindvik     | Dawid Kubacki        |